# Баландин, Аркадий Тимофеевич
Аркадий Тимофеевич Баландин (10 марта 1928, Юрьев-Польский, Владимирская губерния, РСФСР, СССР — 12 июня 1998, Каменск-Уральский, Свердловская область, Россия) — передовик производства, плавильщик цеха Каменск-Уральского завода по обработке цветных металлов Министерства цветной металлургии СССР. Герой Социалистического Труда (1971).

## Биография
Родился в 1928 году в городе Юрьев-Польский. Во время Великой Отечественной войны проживал в городе Кольчугино. В 1946 году ремесленное училище в Кольчугине и был отправлен на работу в Каменск-Уральский. С 1947 году работал на литейном производстве созданного на базе эвакуированного завода «Кольчугцветмет» (будущий завод — Каменск-Уральский завод по обработке цветных металлов).
Достигнув высокой рабочей квалификации, ежегодно перевыполнял производственные задания. Внёс несколько рационализаторских предложений, в результате чего значительно возросла производительность труда. В 1967 году его имя было занесено в заводскую Книгу Почёта. Досрочно выполнил планы Восьмая пятилетки (1966—1970) и личные социалистические обязательства. Указом Президиума Верховного Совета СССР «О присвоении звания Герой Социалистического Труда работникам предприятий цветной металлургии» от 30 марта 1971 года за выдающиеся успехи, достигнутые в развитии цветной металлургии удостоен звания Героя Социалистического Труда с вручением ордена Ленина и золотой медали «Серп и Молот».
В 1971 году стал инициатором заводского социалистического соревнования «Девятую пятилетку — за 4,5 года». Планы Девятой пятилетки (1971—1975) выполнил за четыре года и четыре месяца.
После выхода на пенсию проживал Каменске-Уральском.
Скончался в 1998 году. Похоронен на Ивановском кладбище Каменска-Уральского.

## Награды
- Орден Ленина
- Орден «Знак Почёта»
- Отличник социалистического соревнования
- Победитель социалистического соревнования